# Olten
Olten er en by i kantonen Solothurn i Schweiz, 39 km syd for Basel. Byen har 18.362(2018) indbyggere og er et vigtigt jernbaneknudepunkt med de schweiziske statsbaners hovedværksted. Betydelig industri, blandt andet maskin- og tekstilindustri samt cementproduktion.